# Сент-Иньян
Сент-Инья́н (фр. Saint-Ignan, окс. Sent Inhan) — коммуна во Франции, находится в регионе Юг — Пиренеи. Департамент — Верхняя Гаронна. Входит в состав кантона Сен-Годенс. Округ коммуны — Сен-Годенс.
Код INSEE коммуны — 31487.

## География

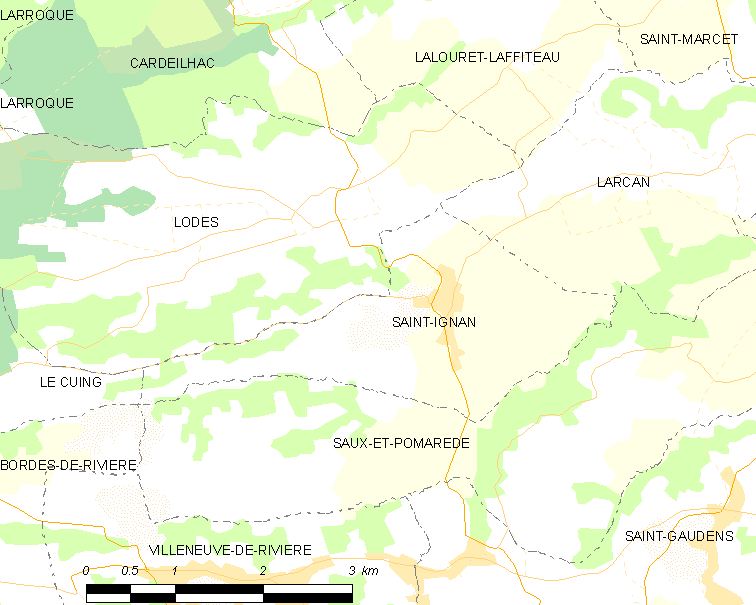
Карта коммуны

Коммуна расположена приблизительно в 650 км к югу от Парижа, в 80 км к юго-западу от Тулузы.

## Климат
Климат умеренно-океанический. Зима мягкая и снежная, весна характеризуется сильными дождями и грозами, лето сухое и жаркое, осень солнечная. Преобладают сильные юго-восточные и северо-западные ветры.

## Население
Население коммуны на 2010 год составляло 267 человек.
| 1962 | 1968 | 1975 | 1982 | 1990 | 1999 | 2010 |
| ---- | ---- | ---- | ---- | ---- | ---- | ---- |
| 245  | 236  | 208  | 220  | 198  | 250  | 267  |

## Администрация
| Период | Период | Фамилия             | Партия | Примечания |
| ------ | ------ | ------------------- | ------ | ---------- |
| 1987   | 2014   | Мишель Рив          |        |            |
| 2014   | 2020   | Элизабет Руэд-Плант |        |            |

## Экономика
В 2010 году среди 142 человек трудоспособного возраста (15—64 лет) 121 были экономически активными, 21 — неактивными (показатель активности — 85,2 %, в 1999 году было 66,7 %). Из 121 активных жителей работали 115 человек (60 мужчин и 55 женщин), безработных было 6 (2 мужчин и 4 женщины). Среди 21 неактивных 9 человек были учениками или студентами, 12 — пенсионерами, 0 были неактивными по другим причинам.

## Достопримечательности
- Церковь Сент-Игнас